# Aulonocara korneliae
Espèce
Statut de conservation UICN

 LC  : Préoccupation mineure
Aulonocara korneliae est une espèce de poissons d'eau douce de la famille des Cichlidae endémique du lac Malawi en Afrique.

## Noms vernaculaires
Cette espèce de poissons porte les noms vernaculaires suivants :
- en allemand, Blau-Goldener Buntbarsch, Blue Gold-Aulonocara ;
- en anglais, Aulonocara blue gold, Aulonocara chizumulu ;
- en chewa, Chisawasawa ;
- en finnois, Kultavyökeisariahven.

## Description
Aulonocara korneliae mesure au maximum 78 mm, queue non comprise.  Cette espèce vit dans les zones rocailleuses mais se nourrit d'invertébrés dans les zones sabloneuses.

## Aquariophilie

### Reproduction
Cette espèce est une incubatrice buccale maternelle. Les femelles gardent les œufs, les larves puis les alevins pendant environ trois semaines, en les protégeant dans leur gueule (sans manger ou en filtrant très légèrement les micro-détritus). Les mâles peuvent se montrer très insistants dès les premières maturités sexuelles des femelles, il préférable de maintenir cette espèce en groupes de plusieurs individus, de manière à diviser l'agressivité d'un mâle dominant sur plusieurs individus.

### Alimentation
Une alimentation à base de vers rouges ou vers de vase est fortement déconseillée.

### Maintenance
Comme la plupart des espèces de poissons du lac Malawi une température comprise entre 22 et 26 °C est nécessaire pour une bonne maintenance.

### Croisement, hybridation, sélection
Il est impératif de maintenir cette espèce et le genre Aulonocara seul ou en compagnie d'autres espèces, d'autres genres, mais de provenance similaire (lac Malawi). toutes les femelles du genre étant très semblables. Le commerce aquariophile a également vu apparaitre un grand nombre de spécimens provenant d'Asie notamment et aux couleurs des plus farfelues ou albinos. En raison de la sélection, hybridation et autres procédés chimiques et barbares de laboratoires.

## Statut
Cette espèce de cichlidae est classé vulnérable (VU) sur la liste rouge des espèces menacées UICN du fait de sa zone de répartition extrêmement restreinte dans le lac Malawi, localisé autour de l'île de Chizumulu (Chizumulu Island).

## Systématique
Le nom valide complet (avec auteur) de ce taxon est Aulonocara korneliae Meyer, Riehl & Zetzsche, 1987,.
Aulonocara korneliae a pour synonyme :
- Aulonocara korneliaea Meyer, Riehl & Zetzsche, 1987

## Étymologie
Son nom spécifique, korneliae, lui a été donné en l'honneur de Kornelia Meyer.

## Publication originale
- (en) M. K. Meyer, R. Riehl et H. Zetzsche, « A revision of the cichlid fishes of the genus Aulonocara Regan, 1922 from Lake Malawi, with descriptions of six new species (Pisces, Perciformes, Cichlidae) », Courier ForschungsInstitut Senckenberg, Allemagne, vol. 94,‎ 1er juillet 1987, p. 7-53 (ISSN 0341-4116, lire en ligne).